# Guy Peaks
Guy Peaks är en bergstopp i Antarktis. Den ligger i Västantarktis. Inget land gör anspråk på området. Toppen på Guy Peaks är 430 meter över havet.
Terrängen runt Guy Peaks är huvudsakligen kuperad, men söderut är den platt. Trakten är obefolkad. Det finns inga samhällen i närheten.